# Bauger Fútbol Club
Maillots
Le Bauger Fútbol Club est un club de football dominicain basé à Santo Domingo, qui évolue en première division dominicaine.

## Histoire
Fondé par l'Argentin Jorge Rolando Bauger en 1989, sous le nom de Escuela de Fútbol Jorge Rolando Bauger, le club change de nom en 2010 et devient Bauger FC.
En 2015, le club engage Jonathan Faña, le recordman de buts de l'équipe nationale dominicaine, comme attaquant vedette.